# Боресков, Михаил Матвеевич
Михаил Матвеевич Боре́сков (19 апреля [1 мая] 1829, Санкт-Петербург — 17 февраля [1 марта] 1898, Санкт-Петербург) — русский военный инженер в области минного дела, военной электротехники и аэронавтики, Инженер-генерал-лейтенант. 

## Биография
Родился 19 апреля (1 мая) 1829 года в Санкт-Петербурге. Отец — надворный советник Матвей Матвеевич Боресков (30.08.1803—25.06.1848), мать — Анна Михайловна (1810—1863).
В 1849 году окончил Главное инженерное училище в Петербурге. Участвовал в Венгерском походе 1849 года. В 1850 году по собственному желанию, направлен в действующую армию в составе 5-го сапёрного батальона.
Во время Крымской войны занимался установкой минных заграждений в устьях Дуная, Буга, в Днепровском лимане и проводил взрывные работы по разрушению дунайских крепостей Измаила и Килии. С 1865 года — командир Динабургского инженерного арсенала, с 1871 года — командир 3-го понтонного батальона.
Во время русско-турецкой войны 1877—78 Боресков, заведуя минной частью армии, организовал установку минных заграждений на Дунае и под огнём неприятеля руководил устройством первых минных заграждений в нижней части Мачинского рукава, за что награждён золотым оружием «За храбрость»; устраивал минные заграждения между Систовом и Вардиным, между островом Мечкой и обоими берегами Дуная и руководил разрушением крепости Виддин.
чины
Инженер-прапорщик (Выс. пр. 26 мая 1849), капитан за труды по углублению взрывами фарватера Очаковского лимана и проведению кораблей «Цесаревич» и «Синоп» из Николаева в море (Выс. пр. 1858), подполковник с 1862, полковник с 1867, генерал-майор на основании Манифеста 1762 г. со ст. 15 июня 1877 (Выс. пр. 16 февраля 1877), генерал-лейтенант с 1886 года.

## Научные достижения
Боресков — один из организаторов и преподаватель Минного офицерского класса в Кронштадте и Военно-электротехнической школы в Петербурге. Разработал способы углубления взрывами портов, фарватеров рек и лиманов. Руководил работами по взрывному углублению корабельного канала Днепровского лимана (1858), бара гаваней невского фарватера (1860), углублению гаваней Кронштадта, Керчи, Николаева и др. (1860-63). Его метод расчёта зарядов (т. н. формулу Борескова) применяют при образовании взрывами выемок и набросных плотин.
Первым обнаружил явление кумуляции (1864), предложил способ прочистки засорённых трубопроводов взрывами зарядов пороха в них, успешно осуществив его для прочистки чугунной трубы доков Крест-канала в Кронштадте.
С 1880 года — помощник заведующего, с 1886 — заведующий техническим гальваническим заведением (с 1891 года — электротехническое ведомство). Внёс большой вклад в развитие отечественной электротехники.
В 1884 году он был назначен председателем «комиссии по применению воздухоплавания, голубиной почты и сторожевых вышек к военным целям». Боресков занимался формированием воздухоплавательных команд, лично ездил во Францию, где совершил несколько полетов и приобрел для России 2 шара «Орел» и «Сокол».
Также способствовал созданию первых отечественных подводных лодок (лодка Джевецкого).
М. М. Боресков был почётным членом Электротехнического, Русского физико-химического и Русского технического обществ.
Умер 17 февраля (1 марта) 1898 года. Похоронен на Митрофаниевском кладбище в Санкт-Петербурге.

## Сочинения
- О подводных фугасах, употребленных на Дунае в 1854 году // «Инженерный журнал». — 1857. — № 1.
- Об углублении взрывами фарватеров рек и лимано // «Инженерный журнал». — 1859. — № 3.
- Применение пороховых взрывов к прочистке металлических труб // «Инженерный журнал». — 1865. — № 1.
- Минное дело на Дунае в 1877 и 1878 гг. // «Инженерный журнал». — 1884. — № 8.
- Опыт руководства по минному искусству. Вып. 1-7. — СПб.: тип. Деп. уделов, 1869—1872.
- Руководство по минному искусству в применении его к подводным оборонительным минам и гидротехническим работам. — СПб.: тип. и хромолит. А. Траншеля, 1876. — [4], VIII, 336 с., 21 л. черт.

## Семья
Жена, Анна Ивановна, умерла 13 марта 1902 года. У них было пять детей: полковник Константин Михайлович, подполковник Михаил Михайлович, капитан Евгений Михайлович (1866—1901). Константин Михайлович был одним из первых военных авиаторов России, так же, как и отец, закончил службу генералом; внук — Георгий Константинович — академик, Герой  Социалистического  Труда, основатель и бессменный руководитель (до 1984 года) института катализа в составе Сибирского отделения Академии наук СССР.